# Beseech
Beseech – szwedzki zespół wykonujący rock gotycki/metal gotycki. Zespół został założony w mieście Borås w 1992 r.

## Skład zespołu
- Erik Molarin – śpiew
- Lotta Höglin – śpiew
- Robert Vintervind – gitara
- Manne Engström – gitara
- Jonas Strömberg – perkusja
- Mikael Back – syntezator
- Daniel Elofsson – gitara basowa

## Dyskografia
- ... From A Bleeding Heart (1998)
- Black Emotions (2000)
- Souls Highway (2002)
- Drama (2004)
- Sunless Days (2005)
- My darkness, darkness (2016)